# Pierre Tirard
Pierre Emmanuel Tirard (n. 27 septembrie 1827, Geneva - d. 4 noiembrie 1893, Paris) a fost inginer civil, comerciant de diamante și om politic francez. A fost de două ori Prim Ministru al Franței.